# 三位一体修道会

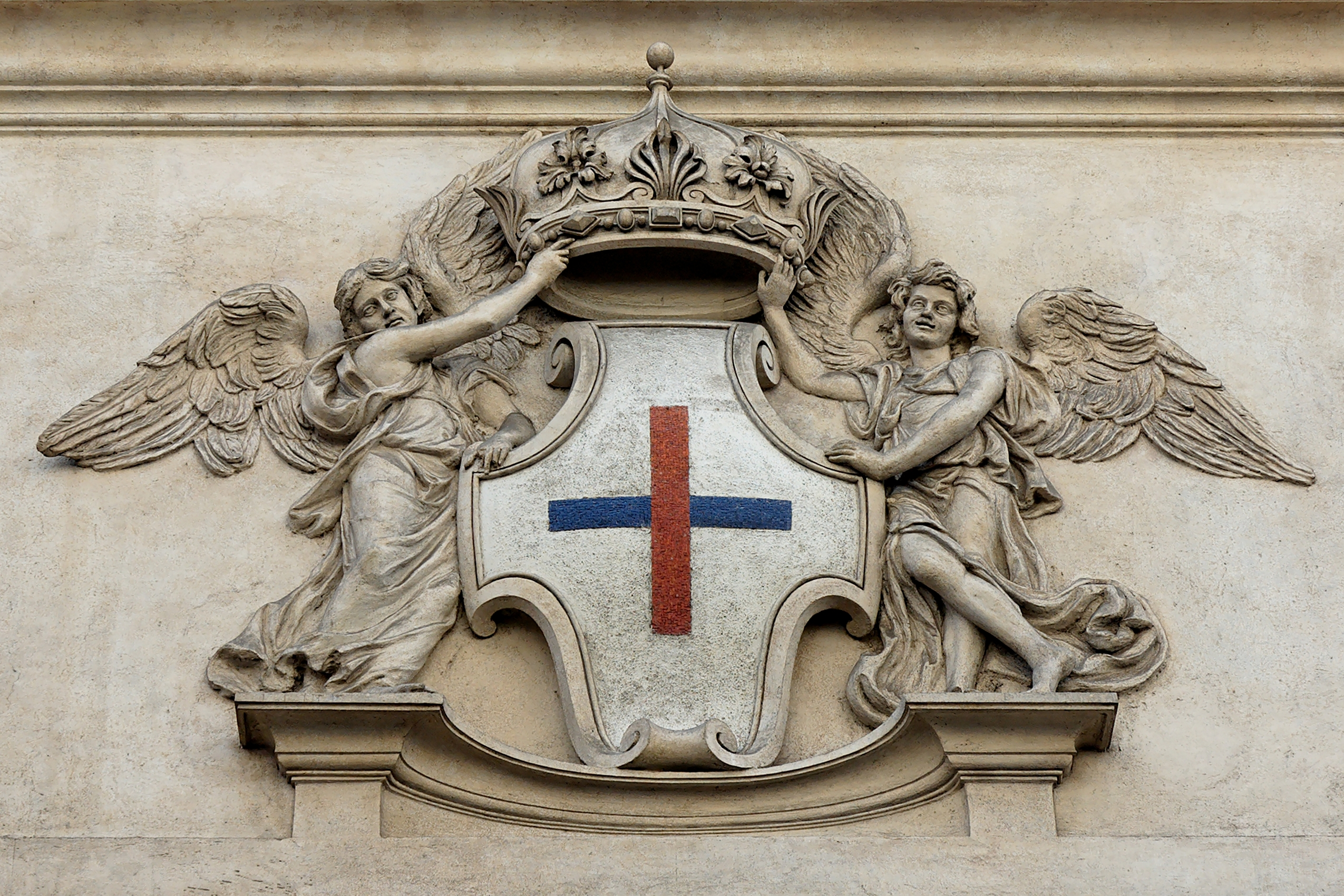
紋章（ローマのサン・カルロ・アッレ・クワトロ・フォンターネ聖堂）

三位一体修道会（英語: Order of the Most Holy Trinity for the Redemption of the Captives，ラテン語: Ordo Sanctissimae Trinitatis redemptionis captivorum）とは、12世紀末にパリの80km北東のBrumetzに、マサの聖ヨハネ（John of Matha）によって設立された修道会（Le couvent de Cerfroid）のこと。1198年12月17日に、ローマ法王インノケンティウス3世（在位 1198年 - 1216年）により公認されている（Operante divine dispositionis clementia）。略称はO.SS.T.である。
修道会は、北アフリカを拠点とするイスラム教徒の海賊等により拉致され奴隷となったキリスト教徒を、救出することを目的に設立された。また、現地でキリスト教徒が収容されていた（「浴場」と呼ばれていた）収容所内に教会を建て、精神面での助けを与えたり、医療所を設置し病気や怪我の治療にも当たっていた。。
修道会の紋章は、設立当初より青と赤の十字である。